# ژان-کلود رودا
ژان-کلود رودا (فرانسوی: Jean-Claude Rudaz‎؛ زادهٔ ۲۳ ژوئیهٔ ۱۹۴۲ در سیون، وله) رانندهٔ سابق مسابقات اتومبیل‌رانی اهل سوئیس است که در فصل ۱۹۶۴ در مجموع در یک گراند پری از مسابقات جهانی فرمول یک شرکت کرد، اما موفق به کسب هیچ امتیازی نشد.